# Pulsatilla
Pulsatilla (Mill., 1754) è un genere di piante appartenente alla famiglia delle Ranunculaceae, diffuso nell'intero emisfero boreale.
Il genere Pulsatilla, è composto da 42 specie di piante erbacee perenni originarie delle praterie del Nord America, Europa e Asia.
Diverse specie sono usate come piante ornamentali a causa delle loro foglie finemente incise, dei fiori solitari a forma di campana e dei frutti piumosi. La parte vistosa del fiore è fatta di sepali modificati, non di petali.

## Tassonomia
All'interno del genere Pulsatilla sono attualmente incluse le seguenti 42 specie:
- Pulsatilla ajanensis Regel & Tiling
- Pulsatilla albana (Stev.) Bercht. & J. Presl
- Pulsatilla alpina (L.) Delarbre
- Pulsatilla ambigua (Turcz. ex Hayek) Juz
- Pulsatilla aurea (Sommier & Levier) Juz.
- Pulsatilla × bolzanensis Murr
- Pulsatilla bungeana C.A.Mey.
- Pulsatilla campanella Fisch. ex Krylov
- Pulsatilla × celakovskyana Domin
- Pulsatilla cernua (Thunb.) Bercht. ex J. Presl
- Pulsatilla chinensis (Bunge) Regel
- Pulsatilla dahurica (Fisch. ex DC.) Spreng
- Pulsatilla × emiliana (F.O.Wolf) Beauverd
- Pulsatilla × gayeri Simonk.
- Pulsatilla georgica Rupr.
- Pulsatilla × girodii (Rouy) P.Fourn.
- Pulsatilla grandis Wend.
- Pulsatilla × hackelii Pohl
- Pulsatilla halleri (All.) Willd.
- Pulsatilla herba-somnii Stepanov
- Pulsatilla integrifolia (Miyabe & Tatew.) Tatew. & Ohwi ex Vorosch.
- Pulsatilla × knappii (Palez.) Palez.
- Pulsatilla kostyczewii (Korsh.) Juz
- Pulsatilla magadanensis A.P.Khokhr. & Vorosch.
- Pulsatilla millefolium (Hemsl. & E.H. Wilson) Ulbr
- Pulsatilla montana (Hoppe) Rchb.
- Pulsatilla multiceps Greene
- Pulsatilla nipponica (H.Takeda) Ohwi
- Pulsatilla nuttalliana (DC.) Spreng.
- Pulsatilla occidentalis (S.Watson) Freyn
- Pulsatilla orientali-sibirica Stepanov
- Pulsatilla patens (L.) Mill.
- Pulsatilla pratensis (L.) Mill.
- Pulsatilla reverdattoi Polozhij & A.T.Malzeva
- Pulsatilla rubra (Lam.) Delarbre
- Pulsatilla sachalinensis H.Hara
- Pulsatilla scherfelii (Ullep.) Skalický
- Pulsatilla sukaczewii Juz.
- Pulsatilla taraoi (Makino) Zämelis & Paegle
- Pulsatilla tatewakii Kudô
- Pulsatilla tenuiloba (Hayek) Juz
- Pulsatilla tongkangensis Y.N.Lee & T.C.Lee
- Pulsatilla turczaninovii Krylov & Serg.
- Pulsatilla usensis Stepanov
- Pulsatilla vernalis (L.) Mill.
- Pulsatilla violacea Rupr.
- Pulsatilla vulgaris Mill.
- Pulsatilla wallichiana (Royle) Ulbr.
- Pulsatilla × weberi (Widder) Janch. ex Holub
- Pulsatilla × wilczekii (F.O.Wolf ex Hegi) P.Fourn.
- Pulsatilla × yanbianensis H.Z.Lv
- Pulsatilla zimmermannii Soó

Il genere Pulsatilla fu descritto per la prima volta nel 1754 da Philip Miller. La specie tipo è Pulsatilla vulgaris.

## Distribuzione
In Italia sono presenti:
- Pulsatilla alpina (L.) Delarbre e diverse sue sottospecie
- Pulsatilla halleri (All.) Willd. subsp. halleri
- Pulsatilla montana (Hoppe) Rchb. subsp. montana
- Pulsatilla vernalis (L.) Mill.

## Cultura
Pulsatilla patens hirsutissima è il fiore di stato del South Dakota, negli Stati Uniti. Pulsatilla vulgaris è il fiore delle contee dell'Hertfordshire e del Cambridgeshire in Inghilterra. Pulsatilla vernalis è il fiore della contea di Oppland, Norvegia.

## Usi
Pulsatilla è una pianta tossica. Un uso improprio può portare a diarrea, vomito e convulsioni, ipotensione e coma. Pulsatilla non deve essere assunta durante la gravidanza né durante l'allattamento.
Alcuni componenti di alcune specie di Pulsatilla (P. koreana) hanno azione citotossica e sono stati studiati per un potenziale uso antitumorale.

### Medicina alternativa e complementare
Gli indiani piedi neri lo usavano per indurre aborti e parto.
Nella medicina omeopatica la pulsatilla viene indicata nel caso di depressione, nella cistite, nei disturbi gastrici, nell'otite e nei disturbi del sonno.